# Greifenburg
Greifenburg – gmina targowa w Austrii, w kraju związkowym Karyntia, w powiecie Spittal an der Drau. Liczy 1774 mieszkańców.
W Greifennburgu urodził się Meinhard II Tyrolski, książę Krayntii, ojciec Henryka Karynckiego, tytularnego króla Polski.

## Współpraca
Miejscowość partnerska:
- Schiffweiler, Niemcy